# Abdon
Segons la Bíblia, Abdon va ser un dels jutges d'Israel en els temps entre la conquesta de Canaan per part dels israelites i l'època dels reis.
Apareix solament en tres versets del Llibre dels Jutges, on se cita que era fill d'Hil·lel, el piratonita. El text diu també que tenia quaranta fills i trenta nets i cadascun muntava el seu pollí, per tant, era d'una família acomodada. Va governar Israel durant vuit anys.
El van enterrar a la serralada dels amalequites, dins de la regió d'Efraïm.